# 瓦尔弗洛内斯
瓦尔弗洛内斯（法語：Valflaunès，法語發音：[valflonɛs]）是法国埃罗省的一个市镇，属于蒙彼利埃区。

## 地理
瓦尔弗洛内斯（43°48'2"N, 3°52'19"E）面积21.04 平方千米，位于法国奧克西塔尼大區埃罗省，该省份为法国南部沿海省份，南濒地中海，西南接奥德省，西北接塔恩省和阿韦龙省，东北与加尔省接壤。
与瓦尔弗洛内斯接壤的市镇（或旧市镇、城区）包括：卡兹维埃耶、克拉雷、丰塔内斯、洛雷特、马斯德隆德尔、鲁埃、圣让德屈屈勒、圣马蒂厄-德特雷维耶、索泰拉尔格。

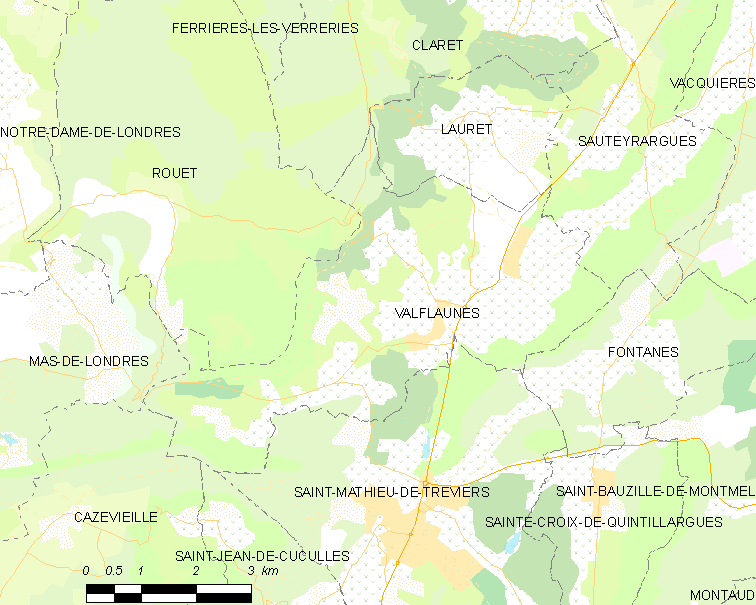
瓦尔弗洛内斯的OSM定位图

瓦尔弗洛内斯的时区为UTC+01:00、UTC+02:00（夏令时）。

## 行政
瓦尔弗洛内斯的邮政编码为34270，INSEE市镇编码为34322。

## 政治
瓦尔弗洛内斯所属的省级选区为洛代沃县。

## 人口

1962-2008年间瓦尔弗洛内斯人口变化图示

瓦尔弗洛内斯于2022年1月1日时的人口数量为793人。